# Empidideicus turneri
Empidideicus turneri is een vliegensoort uit de familie van de Mythicomyiidae. De wetenschappelijke naam van de soort is voor het eerst geldig gepubliceerd in 1938 door Hesse.